# Jacques Kalisz
Pour les articles homonymes, voir Kalisz (homonymie).
Jacques Kalisz (Jacob Kalisz), né le 6 septembre 1926 à Minsk Mazowiecki en Pologne et décédé le 5 mars 2002 dans le 15e arrondissement de Paris, est un architecte français.

## Biographie
Il émigre en France avec sa famille dans les années 1930.
Au lendemain de la Seconde Guerre mondiale, au cours de laquelle son père meurt en déportation en Allemagne, il étudie l'architecture à l'École des beaux-arts de Paris, où il suit les cours d'André Wogenscky et d'Édouard Albert.

Le stade Gabriel-Montpied à Clermont-Ferrand, inauguré en 1995.

Il participe, avant même d'avoir obtenu son diplôme, au mouvement novateur et pluridisciplinaire de l'AUA - atelier d'urbanisme et d'architecture, pépinière des talents de la ceinture rouge, dont il fut membre de 1963 à 1972.
Sa première réalisation majeure fut le centre administratif de Pantin. Le bâtiment, situé le long du canal de l'Ourcq et achevé en 1972, est resté comme l'un des meilleurs exemples de l'architecture dite "brutaliste".
Antoinette Robain et Claire Guieysse, l'une venant de chez Christian Hauvette, l'autre de chez Jean Nouvel, furent choisies comme architectes pour reprendre l'œuvre de Jacques Kalisz, et le transformer en Centre national de la danse (bâtiment inauguré en 2004). La rénovation reçoit la même année le prix de l'Équerre d'argent.

## Principales réalisations
- École d'architecture de Nanterre, 1968[3]
- piscine d'Aubervilliers, 1969[3]
- cité République (« cité Lénine »), 1969, Aubervilliers[3],[4]
- centre administratif de Pantin, 1972, devenu le Centre national de la danse[3]
- collège Jean-Vilar (La Courneuve), 1973
- patinoire olympique d'Albertville[3]
- Foyer Maurice Ravel (1978)[5]
- médiathèque de Choisy-le-Roi, 1982, devenue Cité des métiers
- centre administratif de Saint-Quentin-en-Yvelines
- les grands projets de logements à Saint-Omer et Nanterre[3]
- maison de cure La Collégiale, Paris 5e arr., 1985
- lycée professionnel Galilée, 28 rue de Patay, Paris 13e arr., 1985[6]
- stade Gabriel-Montpied, Clermont-Ferrand, 1995

## Distinctions
- chevalier de l'ordre national du Mérite[réf. nécessaire]
- chevalier des Arts et des Lettres[réf. nécessaire]
- Élu en 1992 membre de l'Académie d'architecture   au siège d'André Mornet